# Bassawarga
Bassawarga est une commune rurale située dans le département de Sapouy de la province du Ziro dans la région du Centre-Ouest au Burkina Faso.

## Géographie
Bassawarga se trouve en bordure du parc national Kaboré-Tambi.